# Battaglia di Vertières
La Battaglia di Vertières ( in francese Bataille de Vertières, in creolo haitiano Batay Vètyè ) fu l'ultima battaglia della rivoluzione haitiana. Essa venne combattuta il 18 novembre 1803 tra le forze rivoluzionarie e popolari haitiane ed il corpo di spedizione francese di Napoleone, il quale aveva ottenuto il compito di schiacciare la ribellione e reintrodurre la schiavitù sull'isola. Vertières è situata poco più a sud di Cap-Haïtien (all'epoca nota col nome Cap-Français), nel dipartimento del Nord, ad Haiti. Dalla fine di ottobre del 1803, le forze locali avevano già acquisito gran parte del territorio di Saint Domingue. L'unico luogo controllato dalle forze francesi era Môle Saint Nicolas, dove Noailles era di guardia coi suoi uomini, e Cap-Français, dove si trovavano altri 5000 uomini al comando del generale Rochambeau.

## La sconfitta dell'esercito francese
Dopo che i francesi ebbero deportato Toussaint Louverture in Francia nel 1802, uno dei suoi luogotenenti, Jean Jacques Dessalines, decise di continuare la lotta nazionale per la libertà del suo popolo. Toussaint Louverture aveva detto: "Nel detronizzarmi, avete tagliato solo il tronco dell'albero della libertà dei neri a Saint Domingue. Rifiorirà dalle sue radici, che sono numerose e profonde".
Dessalines aveva sconfitto l'esercito francese già diverse volte prima di Vertières. Nella notte del 17–18 novembre 1803, gli haitiani posizionarono i loro pochi cannoni contro Forte Bréda, costruito sul luogo ove Louverture aveva a suo tempo lavorato come cocchiere sotto François Capois. Quando i francesi diedero l'allarme, Clervaux, un ribelle haitiano, sparò il primo colpo. Capois, montò in sella al suo cavallo, e guidò la sua mezza brigata malgrado l'intensa pioggia di proiettili nemici. Avvicinandosi a Charrier si trovò direttamente sotto i colpi di cannone di Vertières. Il fuoco francese uccise un gran numero di soldati haitiani, ma i soldati chiusero i ranghi e riuscirono a resistere al nemico, intonando anche dei canti di battaglia. Capois si ritrovò col suo cavallo morto sotto la sua sella e cadde a terra. Rialzatosi, Capois prese la sua spada e la brandì urlando: "Avanti! Avanti!" (En avant!  En avant!) per incitare i suoi uomini a non cedere di fronte al nemico. Di fronte a tanto coraggio, temporaneamente i soldati francesi decisero di smettere di combattere ed esplosero in un fragoroso applauso al loro comandante.
Rochambeau stava osservando la scena da una collina presso Vertières. Quando Capois caricò il forte, i tamburi francesi rullarono per il cessate il fuoco. La battaglia si interruppe improvvisamente. Un ufficiale dello staff francese montò a cavallo e si diresse verso Capois-la-Mort. Con gran voce esclamò: "Il generale Rochambeau invia i suoi complimenti al generale che si è appena coperto di gloria!" Salutò quindi i guerrieri haitiani e ritornò alla sua posizione e lo scontro riprese.
Il generale Dessalines inviò in avanti le sue riserve al comando del generale Gabart, il più giovane dei suoi ufficiali maggiori, mentre Jean-Philippe Daut, a guardia dei granatieri di Rochambeau, portò avanti l'ultima carica della battaglia. Ma sia Gabart, che Capois che Clervaux, riuscirono insieme a respingere l'ultimo disperato contrattacco.
Sotto una pesante pioggia, Rochambeau decise di ritirarsi da Vertières, sapendo che con quella sconfitta Saint-Domingue poteva ormai dirsi perduta per la Francia.

## I risultati della battaglia
Il mattino successivo, il generale Rochambeau inviò Duveyrier a negoziare con Dessalines. Sul finire del giorno, i termini della resa dei francesi vennero stabiliti. Rochambeau ottenne dieci giorni per imbarcare il resto dei suoi uomini sulle navi francesi e lasciare Saint-Domingue. I soldati francesi feriti vennero mantenuti sull'isola e curati, ma in carcere, di modo che potessero ripartire non appena fossero stati in grado, ma in realtà vennero poi annegati alcuni giorni dopo dagli haitiani. 
Questa battaglia si svolse meno di due mesi prima della proclamazione d'indipendenza di Dessalines dell'Impero di Haiti il 1º gennaio 1804. Il 18 novembre è ancora oggi festa nazionale ad Haiti.